# Dejan Lekić
Dejan Lekić (Kraljevo, Yugoslavia, 7 de junio de 1985) es un futbolista serbio que juega como delantero.

## Trayectoria
En junio de 2010 fichó por el C. A. Osasuna a cambio de 2,6 millones de euros. En el equipo navarro permaneció dos temporadas; terminó la primera de ellas con dos goles en su haber, el primero marcado ante la U. D. Almería, y el segundo en Pamplona frente al Sevilla F. C. en un partido que acabó con el resultado de 3-2. En la campaña 2011-12 consiguió anotar dos goles contra el F. C. Barcelona que contribuyeron a una victoria de su equipo por 3-2.
Tras rescindir su contrato con Osasuna en julio de 2012 se incorporó al Gençlerbirliği S. K. de la Superliga de Turquía. En su primera temporada en Turquía disputó veintiún partidos y anotó tres goles. El 28 de agosto de 2013 se hizo oficial su cesión al Real Sporting de Gijón para la temporada 2013-14. El 1 de septiembre de 2014 fichó por la S. D. Eibar tras haber rescindido su contrato con el club turco.
El 11 de noviembre de 2015 se anunció su incorporación al Atlético de Kolkata de la Superliga de India. El 30 de diciembre fichó por el Girona F. C. y el 11 de agosto fue traspasado al R. C. D. Mallorca. Allí anotó siete goles, pero el equipo descendió a la Segunda División B y fue contratado por el C. F. Reus Deportiu para la campaña 2017-18. De cara a la siguiente temporada rescindió su contrato con el club catalán y fichó por el Cádiz C. F., del que se desvinculó el 31 de agosto de 2019. Tras varios meses sin equipo, en enero de 2020 firmó con el C. D. Atlético Baleares hasta final de temporada. Un año después repitió la misma fórmula al comprometerse con Las Rozas C. F. hasta terminar el curso.

## Selección nacional
Ha sido internacional con la selección serbia en diez ocasiones. Su debut se produjo el 14 de noviembre de 2009 durante un partido frente a Irlanda del Norte que finalizó con victoria serbia por 0-1.

## Clubes
| Club                      | País    | Año       |
| ------------------------- | ------- | --------- |
| F. K. Popovići            | Serbia  | 2003-2005 |
| F. K. Metalac Kraljevo    | Serbia  | 2005-2007 |
| F. K. Zemun               | Serbia  | 2007-2009 |
| Estrella Roja de Belgrado | Serbia  | 2009-2010 |
| C. A. Osasuna             | España  | 2010-2012 |
| Gençlerbirliği S. K.      | Turquía | 2012-2013 |
| Real Sporting de Gijón    | España  | 2013-2014 |
| S. D. Eibar               | España  | 2014-2015 |
| Atlético de Kolkata       | India   | 2015      |
| Girona F. C.              | España  | 2015-2016 |
| R. C. D. Mallorca         | España  | 2016-2017 |
| C. F. Reus Deportiu       | España  | 2017-2018 |
| Cádiz C. F.               | España  | 2018-2019 |
| C. D. Atlético Baleares   | España  | 2020      |
| Las Rozas C. F.           | España  | 2021      |

## Palmarés

### Campeonatos nacionales
| Título         | Club                      | País   | Año  |
| -------------- | ------------------------- | ------ | ---- |
| Copa de Serbia | Estrella Roja de Belgrado | Serbia | 2010 |